# ساحل ماهو
ماهو بیچ یا ساحل ماهو ساحلی در سمت هلندی جزیره سنت مارتین در حوضه کارائیب است که در قلمرو سینت مارتن قرار دارد. شهرت این ساحت به دلیل این است که است که فرودگاه بین‌المللی پرنسس جولیانا در مجاورت ساحل قرار گرفته است و گردشگرانی که در ساحل هستند از فاصله بسیار نزدیک هواپیماهای در حال فرود را مشاهده می‌کنند.

## محل

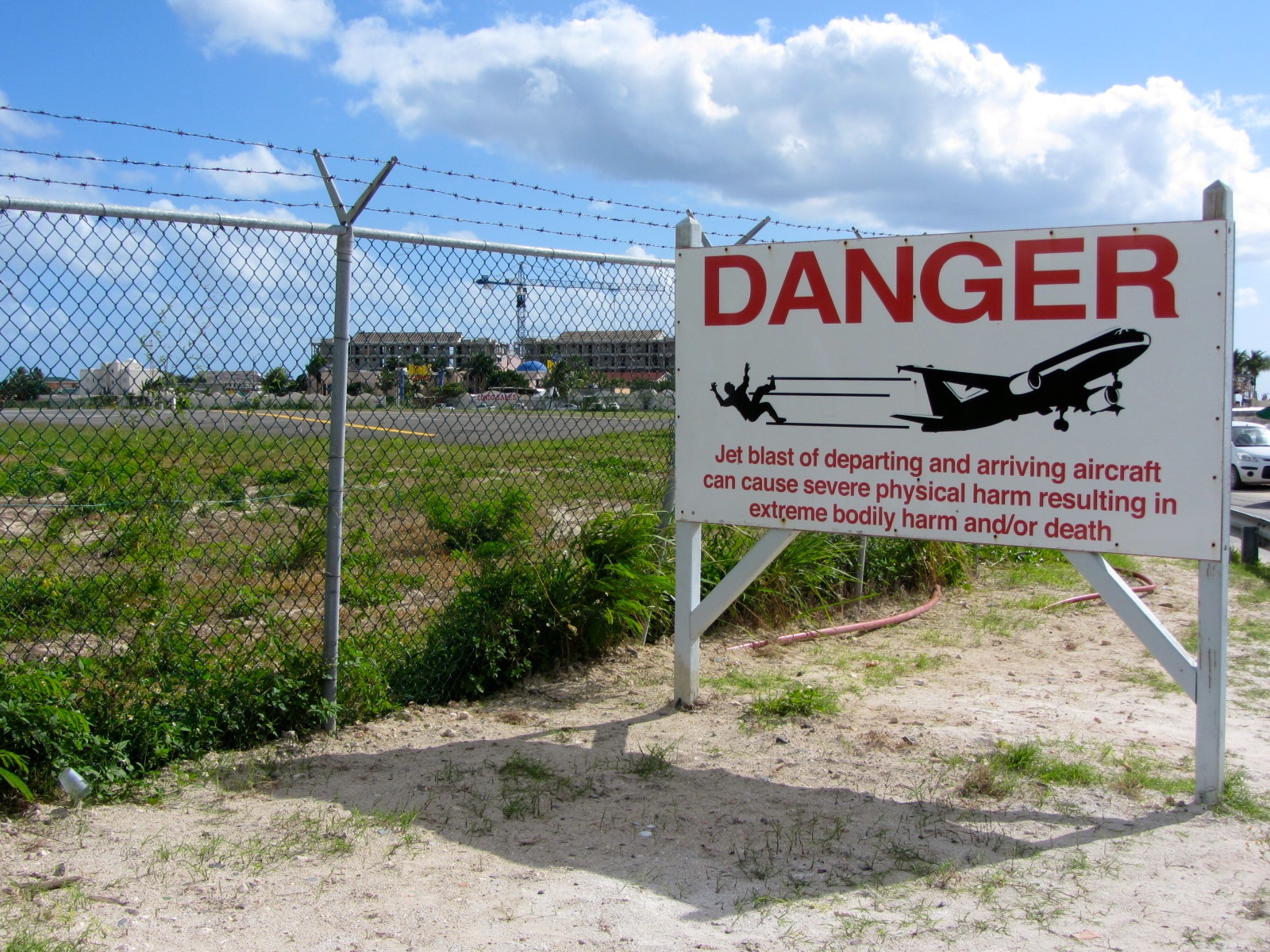
علامت انفجار جت خطر فرودگاه

با توجه به ارتفاع بسیار کم سطح پرواز هواپیماهای مسافربری، ساحل ماهو محل بسیار محبوبی برای هواپیمانگری است. این محل یکی از معدود مکان‌هایی در جهان است که در آن می‌توان هواپیما را در مسیر پرواز خود در فاصله بسیار نزدیک انتهای باند فرودگاه مشاهده کرد. مشاهده هواپیماهای مسافربری از ساحل بسیار مورد علاقه گردشگران است به گونه‌ای که جدول زمانی برنامه پرواز هواپیماها در مانیتورهای بسیاری از کافه‌ها و رستوران‌های این ساحل نشان داده می‌شود و در گذشته حتی صدای مکالمات بین خلبان و برج مراقبت هم از بلندگو پخش می‌شد اما از سال ۲۰۱۵ این کار متوقف شد.
فاصله ساحل تا ابتدای باند فرودگاه به طور غیرمعمولی کم است؛ به گونه‌ای که هواپیماها موقع فرود از فاصله حدود ۳۰ متری سطح ساحل و مستقیماً از بالای سر گردشگران عبور می‌کنند.
هنگام عبور هواپیماها به ویژه از باند ۱۰، خطر پرتاب گردشگران به درون آب دریا به دلیل نیروی موتورهای جت هواپیماها وجود دارد. به همین دلیل دولت محلی ضمن اخطار به مسافران، حصار دومی را برای جلوگیری از نزدیک شدن بیش از حد گردشگران به باند در انتهای باند ۱۰ کشیده است.
ساحل ماهو با شن و ماسه سفید پوشیده شده و به دلیل فرسایش ناشی از نیروی موتورهای جت، فاقد پوشش گیاهی است. ساحل ماهو مقصد محبوبی برای موج سواران و skimboarders است.